# Radio 4
Radio 4 é uma banda de post-punk revival dos Estados Unidos, que mistura punk, eletrônica, funk, dub e indie rock no som, chamado de dance-punk.

## História
A banda começou em 1998 como um trio, formado por Anthony Roman, Tommy Williams e Greg Collins, que queriam fazer um som dançante, só que dizesse algo, com influencias de Public Image Ltd (inclusive o nome da banda é o nome de uma canção dessas bandas), Gang of Four e Mission of Burma.
Lançou seu primeiro disco (já sendo um quinteto) The New Song & Dance pela Gern Blandsten em 2000, ganhando um murmurinho na cena nova-yorkina
Estourou no mundo em 2002 com a música Dance To The Underground, uma música com batida dançante e guitarras "raivosas" e "angulares" fazendo do disco Gotham! é um dos maiores e mais influentes álbuns de Dance-punk do mundo. 
Após assinaram com a Astralwerks, em 2004, a banda fez mais dois discos(Stealing Of A Nation e Enemies Like This) não muito bem recebidos pela critica e começou a perder um pouco da fama.
No final de 2005, o guitarrista Tommy Williams saiu da banda, dando lugar para Gerard Garone.

## Discografia

### LPs
- The New Song and Dance (Gern Blandsten Records) - 2000
- Gotham! (Gern Blandsten Records) - 2002
- Stealing of a Nation (Astralwerks) - 2004
- Enemies Like This (Astralwerks) - 2006

### EPs
- Dance to the Underground (Gern Blandsten Records) - 2001
- Electrify (Astralwerks) - 2003
- Enemies Like This Remixes (Astralwerks) - 2006
- Packing Things Up on the Scene (Astralwerks/EMI) - 2006

### Singles
- Beat Around the Bush (Gern Blandsten Records) - 1999
- Dance to the Underground (City Slang) - 2001
- Struggle (City Slang) - 2002
- Eyes Wide Open (City Slang) - 2002
- Party Crashers (Astralwerks/City Slang) - 2004
- Absolute Affirmation (City Slang) - 2004
- State of Alert (City Slang) - 2004
- Enemies Like This (Astralwerks) - 2006
- Packing Things Up on the Scene (Astralwerks/EMI) - 2006
- As Far As The Eye Can See (Astralwerks/EMI - 2007

## Membros

### Atual formação
- Anthony Roman (1998-) - voz, baixo
- Gerard Garone (2005-) - guitarra, voz
- Dave Milone (2001-) - teclados, guitarra
- P.J. O'Connor (2001-) - percussão
- Greg Collins (1998-) - bateria

### Ex-membros
- Tommy Williams (1998-2005) - voz, guitarra
- Anthony Rizzo (2005) - guitarra